# Marine angolaise
La marine angolaise (en portugais : Marinha de Guerra Angolana) ou MGA est la branche navale des forces armées angolaises et est chargée de protéger le littoral angolais de 1 600 km. La marine angolaise compte environ 1 000 personnes.

## Historique
La marine angolaise a été fondée en 1977 et a célébré son 35e anniversaire en 2012. Les forces de la marine angolaise ont participé à la guerre civile angolaise de 1975 à 2002. Le vice-amiral de l'United States Navy Harry B. Harris Jr., alors commandant de la Sixième flotte des États-Unis, a assisté au 35e anniversaire à Luanda, en Angola, le 9 juillet 2012 .

## Modernisation
La richesse pétrolière de l'Angola lui permet de moderniser ses forces navales, car la majeure partie de la flotte existante est constituée d'exportations de l'ex-marine soviétique des années 1980. Il a été rapporté en 2009 que l'Angola espérait signer un accord avec l'Allemagne pour 3 Navires d'attaque rapide de garde-frontière, probablement des Lurssen PV80. Ils essayaient toujours de conclure l'accord en 2011  et il n'y a eu aucun mot à ce sujet depuis.
En décembre 2013, il a été annoncé que l'Angola achèterait des vieux navires à la marine espagnole : Príncipe de Asturias (R11) un petit porte-avions de Harrier , à transférer avec Pizarro (L42) un navire de débarquement de classe Newport, Diana (F32) une corvette de classe Descubierta convertie en navire de soutien du démineur, Chilreu (P61), navire de tête de sa classe de navires de patrouille océanique et Ízaro (P27), un navire de patrouille de classe Anaga.
Le 5 septembre 2014, le ministre angolais de la Défense, João Lourenço, et le ministre brésilien de la Défense, Celso Amorim, ont signé un protocole d'accord dans le cadre du programme de développement de l'énergie navale de l'Angola (PRONAVAL). Le protocole d'entente précise que l'Angola va acquérir sept navires de patrouille de classe Macaé (en), quatre à construire au Brésil et trois en Angola. L'EMGEPRON (en) brésilien dirigera le projet, supervisera le chantier naval angolais et assurera la formation en plus de la gestion globale du projet.

### Structure
- Institut de guerre navale (INSG)
- Académie navale
- École spécialisée navale
- 3 sociétés de surveillance côtière (CRTOC)
- 1 unité d'infanterie de marine - 1 bataillon amphibie léger (4 compagnies maritimes, 1 unité de police navale, 1 unité d'opérations amphibies)
- Forces spéciales, armes lourdes, tireurs d'élite, unités d'embarquement et section blindée.

## Flotte
| Navires rattachés au ministère des Pêches | En état de délabrement / plus en services | En service actif / en attente de livraison |
| ----------------------------------------- | ----------------------------------------- | ------------------------------------------ |

| Classe                        | Photo                                              | Origine                    | Type                                           | Nombre  | Notes                                   |
| ----------------------------- | -------------------------------------------------- | -------------------------- | ---------------------------------------------- | ------- | --------------------------------------- |
| Corvettes                     |                                                    |                            |                                                |         |                                         |
| Classe Baynunah               | Baynunah-class_corvette_Al_Dhafra_P-173_at_NAVDEX  | France Émirats arabes unis | Corvette                                       | 0       | 3 sur commandes                         |
| Navires d'attaque rapide      |                                                    |                            |                                                |         |                                         |
| Classe Osa 2                  |                                                    | Union soviétique           | Navire d'attaque rapide Bateau lance-missiles  | 6       | Project 205 Moskit                      |
| Classe Shershen               |                                                    | Union soviétique           | Navire d'attaque rapide Torpilleur             | 6       | Project 206 Shtorm                      |
| Bâtiments de guerre des mines |                                                    |                            |                                                |         |                                         |
| Classe Yevgenya               |                                                    | Union soviétique           | Chasseur de mines                              | 2       | Project 1258 Korund                     |
| Patrouilleurs                 |                                                    |                            |                                                |         |                                         |
| Classe Argos (pt)             | Lancha_de_Fiscalização_Grande_NRP_Argos_P372       | Portugal                   | Patrouilleur                                   | 4       | [ 9 ]                                   |
| Classe ''Poluchat-I''         |                                                    | Union soviétique           | Petit patrouilleur fluvial                     | 2       | [ 10 ]                                  |
| Classe Zhuk                   |                                                    | Union soviétique           | Petit patrouillePatrouilleurur                 | 1 ou 2  | Projet 1400                             |
| Classe Bellatrix (pt)         | Lancha_de_fiscalização_pequena_Fomalhaut_(P367)    | Portugal                   | Patrouilleur                                   | 4 ou 5  |                                         |
| Classe Mandume (en)           | Navio-Patrulha_Maracanã_(P72)_-_2023_(53412272979) | Brésil                     | Patrouilleur                                   | 4       | [ 12 ]                                  |
| Classe Super Dvora Mk III     | SriLanka-Independence_-_4_Feb_2019_(29)            | Israël                     | Patrouilleur                                   | 4       | [ 13 ]                                  |
| Classe Patrulheiro            |                                                    | France                     | Petit patrouilleur                             | 3       | Construction navale Couach (Arcachon)   |
| Ocean Eagle 43                |                                                    | France                     | Patrouilleur                                   | 1       | [ 15 ]                                  |
| HSI 32                        |                                                    | France                     | Patrouilleur                                   | 3       | [ 16 ]                                  |
| Classe Namacurra (en)         | Namacurra_harbour_patrol_boat                      | Afrique du Sud             | Petit patrouilleur portuaire                   | 2       |                                         |
| Ngola Kiluange                |                                                    | Pays-Bas                   | Patrouilleur                                   | 2       | [ 17 ]                                  |
| Rei Bula Matadi               |                                                    | Chine                      | Patrouilleur                                   | 5       |                                         |
| Comandante Imperial Santana   |                                                    | Chine                      | Patrouilleur                                   | 5       | Utilisé par le ministère des Pêches     |
| Aresa PVC-170 (en)            |                                                    | Espagne                    | Petit patrouilleur                             | 5       | Classe PVC-170 construite pour l'Angola |
| Navires amphibies             |                                                    |                            |                                                |         |                                         |
| Classe Polnochny              |                                                    | Pologne                    | Landing Platform Dock Navire d'assaut amphibie | 4       | Project 770 (A)/Project 771 (B)),       |
| Classe LDM 400 (pt)           | Lancha_de_Desembarque_Média_LDM_403                | Portugal                   | Bâtiment amphibie de débarquement              | 9 ou 10 |                                         |
| Classe Alfange (pt)           | 1973Babadinca0048                                  | Portugal                   | Landing Craft Tank                             | 1       | [ 21 ]                                  |
| RA 4 de Abril (ND 15)         |                                                    | France                     | Bâtiment amphibie de débarquement              | 1       | 1 sur commande.                         |
| Navire auxiliaire             |                                                    |                            |                                                |         |                                         |
| Baie de Farta                 |                                                    | Pays-Bas                   | Navire de recherche océanographique            | 1       | Utilisé par le ministère des Pêches,.   |

## Avion de patrouille maritime
Aéronefs conçus pour les patrouilles maritimes, impliquant souvent des fonctions anti-navire, anti-sous-marin et de recherche et sauvetage.
Tous les appareils suivants sont rattachés à l'armée de l'air.
| Aéronef           | Image                                                             | Origine    | Type                    | Nombre | Notes                                                            |
| ----------------- | ----------------------------------------------------------------- | ---------- | ----------------------- | ------ | ---------------------------------------------------------------- |
| CASA C-212        | Venezuelan_Navy_CASA_C-212-200_Aviocar_AADPR-1                    | Espagne    | Patrouille maritime     | 1      | C-295-200M                                                       |
| CASA C-295        | Portuguese_Air_Force_C-295_arrives_RIAT_Fairford_10thJuly2014_arp | Espagne    | Patrouille maritime     | 0      | 2 sur commande. Version C-295 MSA                                |
| Cessna Citation I | N54FT_LLMG_2017-01-06                                             | États-Unis | Patrouille maritime     | 1      | Équipé d’un radar Seaspray AESA et d’un capteur électro-optique. |
| Fokker F27 MAR    | Fokker_F-27-200MAR_Maritime,_Angola_-_Air_Force_AN1301170         | Pays-Bas   | Reconnaissance maritime | 0      | 1 acquis entre 1978 et 1979, retiré du service                   |
| Embraer EMB 110   |                                                                   | Brésil     | Reconnaissance maritime | 0      | Version Embraer EMB 111A                                         |